# Персијски бесмртници
Персијски бесмртници су били елитна персијска краљевска гарда током Грчко-персијских ратова. Суштинска питања у вези са историјом и организацијом јединице остају без одговора због недостатка ауторитативних извора.
Израз долази од Херодота, који их је звао 10.000 бесмртника. Он је навео да је назив јединице произашао из чињенице да је сваки мртав, тешко рањен или болесни бесмртник одмах замењен новим, одржавајући корпус као кохезивну целину са сталном снагом. За јединицом бесмртника је ишао караван покривених кочија, камила и мазги који су превозили своје залихе, заједно са конкубинама и пратиоцима да их опслужују; ова колона за снабдевање носила је специјалну храну која је била резервисана само за њихову потрошњу.
Верује се да је покривач за главу који су носили бесмртници био конусни или заобљен са "крљуштима" или ланчићима са стране. Преживеле ахеменидске глазиране цигле и резбарени рељефи представљају бесмртнике који су носили сложене хаљине,  минђуше и златни накит, иако су се ова одећа и додаци највероватније носили само за церемонијалне прилике.
Током последњих деценија Ахеменидског царства, улога која се очекивала од бесмртника је проширена на улогу главног министра Ахеменидске династије. Обезбеђење телохранитеља, у директном присуству монарха, већ је било додељено одабраном одреду јединице од хиљаду војника.
Бесмртници су били тешка пешадија, која је стално бројала 10.000 људи. Убијени или рањени би се одмах замењивали новима.
У бесмртнике су могли ући само људи из Персије или Медије.
Њихово оружје је је укључивало штит, кратко копље са гвозденим врхом, стреле, те нож или кратки мач. Уобичајена техника је био напад из првих редова, док су задњи редови засипали непријатеља стрелама. Суделовали су у бици на Маратону, Термопилској бици. Били су саставни део окупационих трупа у Грчкој 479. п. н. е.
Током Наполеонових ратова у 19. веку, многи француски војници називали су Наполеонову царску гарду „Бесмртницима“.
Александар Велики поразио их је у бици код Иса 333. п. н. е. и бици код Гаугамеле 331. п. н. е.